# Monte Ciambella
Monte Ciambella è un rilievo dell'Appennino umbro-marchigiano, nel Lazio, nella provincia di Rieti, nell'area centrale del comune di Accumoli.